# Gaëtan Dugas
Gaëtan Dugas (Quebec, 20 de fevereiro de 1953 — Quebec, 30 de março de 1984) foi um canadense que trabalhou para a Air Canada como comissário de bordo. Tornou-se célebre por ter sido erroneamente identificado como possível "paciente zero" para a entrada da AIDS/SIDA nos Estados Unidos.
Em 2016 um novo estudo veio a inocentar Gaetan. Uma pesquisa publicada na revista científica Nature mostrou que o vírus chegara aos EUA alguns anos antes de Dugas e que ele era apenas mais uma das milhares de pessoas infectadas na década de 1970.
Após essa descoberta, os pesquisadores desenvolveram um novo método para reconstruir o código genético do vírus nesses pacientes. Isso deu aos cientistas informação suficiente para a construção de uma árvore genealógica de HIV capaz de traçar quando o vírus chegou aos Estados Unidos.

## Alegação de "paciente zero"
Um estudo publicado no American Journal of Medicine em 1984 traçou muitas das infecções iniciais pelo HIV em Nova York a um comissário de voo infectado homossexual não identificado. Epidemiologistas lançaram a hipótese de que Dugas tinha transportado o vírus para fora da África e o introduziu na comunidade ocidental gay.
Dugas foi apresentado com destaque no livro de Randy Shilts, And the Band Played On, que documentou o início da AIDS nos Estados Unidos. Shilts retrata Gaëtan Dugas como tendo um comportamento quase sociopático, por supostamente infectar intencionalmente, ou pelo menos de forma imprudente, outras pessoas com o vírus HIV. Dugas foi descrito como sendo um homem charmoso, belo e atlético que tinha, segundo sua própria estimativa, em média, centenas de parceiros sexuais por ano. Ele alegou ter tido mais de 2.500 parceiros sexuais na América do Norte desde que se tornou sexualmente ativo em 1972. Sendo um comissário de bordo, Dugas foi capaz de percorrer o globo, a um custo baixo, através de epicentros do início da epidemia do HIV, como Londres e Paris na Europa, e Los Angeles, Nova York e São Francisco nos Estados Unidos. Sendo diagnosticado com o Sarcoma de Kaposi em junho de 1980 e depois de ser avisado que isso poderia ser causado e transmitida por um vírus sexualmente transmissível, Dugas se recusou a parar de ter relações sexuais desprotegidas, alegando que ele poderia fazer o que ele queria com seu corpo. Ele teria informado alguns dos seus parceiros de sexo, só depois das relações sexuais, que tinha o "câncer gay" (termo usado na época) e que, talvez, seu parceiro estava infectado também.
Dugas morreu na Cidade de Quebec em 30 de março de 1984, como resultado de insuficiência renal causada por contínuas infecções relacionadas com a AIDS.
O termo "paciente zero" surgiu em março de 1984, após um estudo do Centro para Controle e Prevenção de Doenças (CDC). O CDC começou a acompanhar a relações sexuais e práticas de homens homossexuais na Califórnia e em Nova York, além de outros estados do país. Como Dugas foi considerado como o centro de uma rede de parceiros sexuais, ele foi apelidado de "paciente 0". No entanto, o apelido ‘paciente 0’ na verdade foi um mal entendido. Gaétan Dugas foi rotulado pelo Centro de Controle de Doenças (CDC, na sigla em inglês), dos Estados Unidos, como ‘paciente O’ (a letra, não o número) porque ele era um caso de pessoa ‘fora da Califórnia’ que em inglês é ‘Out-of-California’. Mas, ao longo do tempo o ‘O’ (letra) tornou-se um 0 (número), dando origem ao termo pelo qual ficou mundialmente conhecido.

## Análises e críticas
A análise genética do HIV fornece algum apoio para a teoria do "paciente zero". Dugas é considerado atualmente como parte de um grupo de homens homossexuais que viajavam com frequência, eram extremamente ativos sexualmente e morreram de AIDS em uma fase muito precoce da epidemia.
No entanto, uma série de autoridades, desde então, expressaram reservas sobre as implicações do estudo do CDC sobre o paciente zero e sobre a culpa dada a Dugas como sendo o responsável por trazer o HIV para lugares como Los Angeles e São Francisco. No estudo do paciente zero, a duração média de tempo entre o contato sexual e o aparecimento dos sintomas foi de 10,5 meses. Na época do estudo não era conhecido que a duração média de tempo entre a infecção inicial e a AIDS era de dez anos. Mesmo o livro de Shilts não fazendo tal alegação, o boato de que Dugas foi o um dos principais disseminadores do vírus tornou-se generalizado. Em 1988, Andrew R. Moss publicou uma visão oposta no New York Review of Books.
Um artigo mais recente no Proceedings of the National Academy of Sciences em 1 de novembro de 2007 descarta a hipótese de paciente zero e afirma que a AIDS transitou da África para o Haiti em 1966 e do Haiti para os Estados Unidos em 1969.
Robert R. já foi confirmado como a primeira vítima registrada de HIV/AIDS na América do Norte, tendo morrido aos 16 anos em maio de 1969. Ele relatou ter tido sintomas desde 1966.
Margrethe P.Rask (1930 - 12 de dezembro de 1977), era uma médica dinamarquesa e cirurgiã que exerceu a medicina no Zaire (hoje República Democrática do Congo). Trabalhou no Hospital da Cruz Vermelha, em Kinshasa, em 1975, antes de regressar à Dinamarca em 1977. Apresentava os sintomas de uma doença desconhecida, que mais tarde foi descoberto ser AIDS. Rask morreu três anos e meio antes da AIDS ser reconhecida pelos Centros de Controle de Doenças em junho de 1981 e foi um dos primeiros não-africanos (juntamente com Arvid Noe). Sabe-se que morreu de causas relacionadas com a AIDS.